# Tullgränd

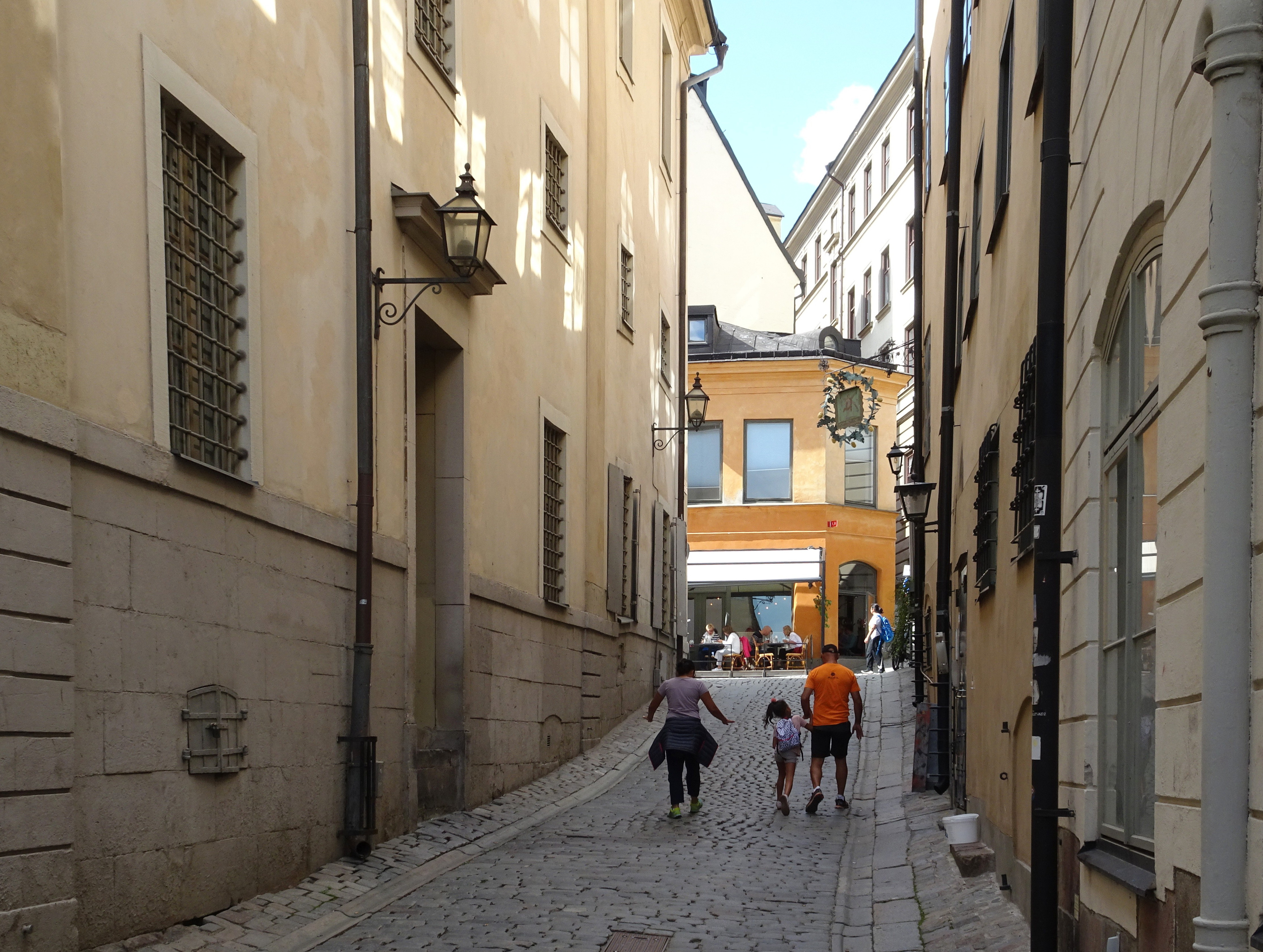
Tullgränd västerut.

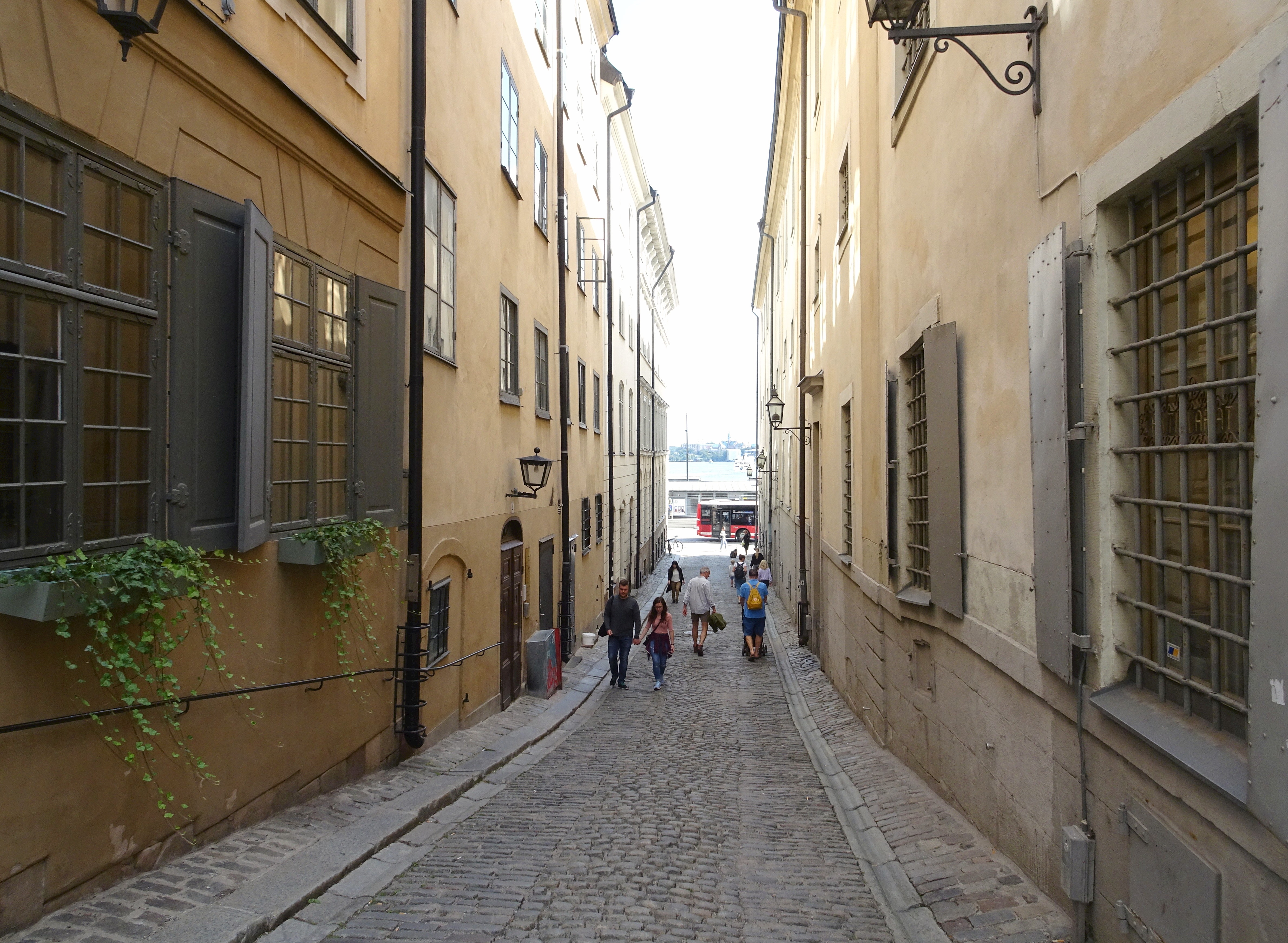
Tullgränd österut.

Tullgränd är en gränd i Gamla stan i Stockholm. Den fick sitt nuvarande namn i samband med namnrevisionen i Stockholm 1885.

## Beskrivning
Tullgränd sträcker sig mellan Skeppsbron i öster och Österlånggatan i väster. Tidigare namn var bland annat Tollhus grenden (1626) och Store Siötullsgränden (1704). Namnet härrör från före detta Tullhuset som ligger i kvarteret Argus på grändens norra sida. Norra parallellgatan, Packhusgränd, har samma bakgrund till namngivningen. Vid Tullgänds norra sida, i hörnet med Österlånggatan, ligger den anrika restaurangen Den gyldene freden. Vid södra sidan återfinns Norra Bankohuset som upptar hela kvarteret Proserpina och uppfördes 1772 efter ritningar av arkitekt Carl Johan Cronstedt.